# Mejîliska, Narodîci
Mejîliska (în ucraineană Межиліска) este localitatea de reședință a comunei Mejîliska din raionul Narodîci, regiunea Jîtomîr, Ucraina.

## Demografie
Componența lingvistică a localității Mejîliska
     Ucraineană (92,4%)
     Română (4,8%)
     Rusă (2,8%)
Conform recensământului din 2001, majoritatea populației localității Mejîliska era vorbitoare de ucraineană (92,4%), existând în minoritate și vorbitori de română (4,8%) și rusă (2,8%).